# Petliakov Pe-2
Le Petlyakov Pe-2 Peshka (Петляков Пе-2 en russe) est un avion conçu sous la direction de Vladimir Petliakov en 1939 comme bombardier de haute altitude, mais qui sera utilisé pour l'attaque au sol. Son nom de code OTAN est Buck.

## Conception
Entièrement en métal le Pe-2 a une cabine pressurisée, des moteurs avec compresseurs et de nombreuses fonctions électriques, comme les volets.
Il se montre immédiatement au point et pouvant être construit en série, mais le blitzkrieg montre que des avions d'appui et d'attaque au sol sont plus urgents. On demande donc sa modification en bombardier en piqué. La pressurisation et les compresseurs sont retirés tandis que l'on ajoute des freins aérodynamiques. Cette nouvelle version vole le 15 décembre 1940 et la production débute immédiatement. Elle arrive en escadrille au printemps suivant.

## Engagements
En 1941, les forces soviétiques sont trop bousculées pour permettre un engagement efficace du Pe-2, mais dès la stabilisation des fronts, il montre son grand potentiel. De la classe du Messerschmitt Bf 110, il est un peu moins rapide et armé vers l'avant mais plus maniable et mieux défendu vers l'arrière.

## Variantes
- Pe-3 : chasseur dérivé
- Pe-2-1 : Armé avec 2 mitrailleuses ShKAS de 7,62 mm dans le nez, et protégé par une ShKAS derrière le pilote et une ShKAS ventrale.
- Pe-2-205 : Armé avec 1 mitrailleuse Berezin UB de 12,7 mm et une ShKAS de 7,62 mm dans le nez. Protégé par une Berezin UB de 12,7 mm derrière le pilote et la même en position ventrale, puis 1 ShKAS de 7,62 mm sur chaque flanc du fuselage.
- Pe-2-359 : Même armement offensif et défensif mais plus grande capacité d'emport en bombes et roquettes.

## Utilisateurs du Pe-2
Union soviétique
Les forces aériennes soviétiques (VVS) ont été les principales utilisatrices du Pe-2 au sein des armées aériennes, des unités de bombardement, de reconnaissance et d'aviation navale.
Pologne
Le Pe-2 est entré en service au sein des Forces aériennes polonaises en 1944 jusqu'au milieu des années 1950
Bulgarie
98 Pe-2 ont servi au sein de la force aérienne bulgare d'avril 1945 jusqu'en 1956
Tchécoslovaquie
Le Pe-2, dénommé B-32 dans la force aérienne tchécoslovaque, est entré en service en 1945 jusqu'en 1957.
Hongrie
Quelques exemplaires du Pe-2 ont servi dans la force aérienne hongroise (Magyar legiero) en 1956.
Yougoslavie
153 Pe-2 au total ont été fournis à la force aérienne yougoslave à partir de 1954. Les derniers exemplaires ont quitté le service actif en 1954<.
France
31 Pe-2 et 3 Pe-2 UT ont été affectés en 1945 au régiment Normandie-Niemen avec pour objectif d'y intégrer une unité de bombardement. L'entraînement a débuté en mars 1945 sur l'aérodrome de Klokovo près de Moscou mais l'unité a en fin de compte été dissoute en juillet 1945 avant d'avoir été déclarée opérationnelle.